# Free Step
Free Step (frei übersetzt: freier Schritt) ist ein Straßentanz bestehend aus Bein- und Armbewegungen, der zu elektronischer Musik getanzt wird und ausgehend von Südamerika weltweit Verbreitung gefunden hat. Der Tanz basiert auf aufwändigen und schnellen Bewegungen und integriert auch Schritte aus anderen Tanzstilen wie Melbourne Shuffle, Jumpstyle, Crip-Walk, Tecktonik, Tutting und Breakdance. Als einer der beliebtesten Straßentänze findet er sich unter den beliebtesten Freizeitbeschäftigungen junger Menschen in Brasilien und Argentinien, denen er Wohlbefinden und Selbstwert vermittelt. In Brasilien werden regelmäßig Wettbewerbe abgehalten.

## Geschichte
Ursprünge und Vermittlung des Free Step zeigen Bezüge zu afrikanischen Traditionen.
Free Step ist eine Weiterentwicklung der Rebolation, die bis heute auf den Raves getanzt wird. Ausgehend davon durchlief Free Step viele Veränderungen und fügte Bewegungen anderer Tänze und Choreographien hinzu, die sich hauptsächlich über die Videoplattform YouTube verbreiteten. Die Tatsache, dass er von Anfang an in Veränderung begriffen war, lässt Tänzerinnen und Tänzer der Meinung sein, dass Free Step die Weiterentwicklung der Rebolation oder zweier verschiedener Tänze ist. Derzeit wird Free Step von Millionen Menschen auf der ganzen Welt getanzt.
Viele Menschen glauben, dass die Rebolation aus dem Charleston der 1920er Jahre hervorgegangen ist, weil die Schritte ähnlich sind. Vergleicht man allerdings die älteren Rebolation-Videos, so wird deutlich, dass es einen großen Unterschied zum Charleston-Tanz gibt, und es ist wahrscheinlicher, dass er sich spontan bei Raves entwickelte. Es gibt noch viele Debatten über den Ursprung von Free Step. Einige glauben auch, dass er seinen Ursprung in Argentinien oder Kolumbien hat.
Es ist unklar, wann Free Step entstanden ist, aber ältere Videos von Rebolation (dem Vorläufer) stammen aus dem Jahr 2006. Anfangs wurde er spontan bei Raves getanzt. Seitdem hat sich der Tanz unter jungen Menschen weit verbreitet, welche auf Web-Videoportalen (wie YouTube, Tu.tv etc.) durch Anleitungen lernen und ihre Leistungen zur Schau stellen.
Der Name „Free Step“ wurde 2010 in Brasilien von Tänzern der Gruppe All Stars Team verwendet, die ein Rebolation-Video mit dem Titel „Double-T [FREE STEP]“ veröffentlichten. Es war nicht die Absicht, den Namen des Tanzes zu ändern, aber den Bewunderern gefiel er. Ein 2009 von der Gruppe Axé Parangolé komponiertes Lied, das ebenfalls Rebolation genannt wurde, trug dazu bei, dass Rebolation in Free Step umbenannt wurde, da es den Anschein erweckte, dass Rebolation um den tanzenden Axé herum rollte. Damit sind viele Missverständnisse unter den Tänzern der elektronischen Musik entstanden. Der Name „Free Step“ sollte diese Verwirrung beenden. Die Gruppe Parangolé räumt ein, dass sie aufgrund der Visualisierungen den Namen des elektronischen Tanzes in ihrer Musik verwendet hat.
Heute gibt es „Meet Ups“ genannte Wettbewerbe, bei denen Tänzer gegeneinander antreten und nach Innovation, Timing, Perfektion und Kreativität ihrer Sequenzen beurteilt werden.

## Grundbewegungen
Baseist der Grundschritt des Free Step. Er überkreuzt die Beine nach vorn, hinten oder zur Seite. Normalerweise neigt der Tänzer beim Base dazu, sich in die Richtung zu bewegen, in die der Schritt ausgeführt wird. Mit Übung entwickelt man die Fähigkeit, eine Base zu schaffen, ohne sich fortzubewegen. Mit mehr Übung kommt die Fähigkeit, den Base in jede beliebige Richtung zu machen, was aber nur wenige beherrschen.
Hand moves(Handbewegungen) ergänzen die Schritte, meist inspiriert vom Electro-Dance-Stil. Tänzer verwenden diese Bewegungen besonders in den Free-Step-Stilen Joker und Dirty (siehe unten).
Kicks(Tritte) werden oft verwendet, um den Base zu verstärken.
Spins(Drehungen) sind ebenfalls weit verbreitet und werden auf unterschiedliche Weise eingesetzt, haben in der Regel eine attraktivere visuelle Wirkung, erfordern aber mehr Tanzerfahrung, um sie einzusetzen.
CombosAbfolge von vordefinierten freien Bewegungen, wie Handbewegungen, Tritten und Drehungen, und kann sogar in Schritte anderer Tänze eintreten. Tänzerinnen und Tänzer und Bewegungskünstlerinnen und -künstler allgemein haben Combos 2009 überraschend weiterentwickelt, wobei sie Schritte aus anderen Tänzen als Grundlage für ihre eigenen Combos verwendeten. Die Vorlagen entstammen ursprünglich dem Crip-Walk. Es ist sehr wichtig zu beachten, dass der erste Tänzer, der Schritte aus anderen Tänzen in Free Step verwendete, Douglas Freitas war, Mitglied der ersten Gruppe Extacy's Boys (erste Gruppe von Tenoriio, Wiiu Tex, Lee Ferreira und anderen). Im Laufe der Zeit brachten Tänzer wie Wiiu Tex Combos mit größeren Joker-Sequenzen ein, und Leê Ferreira brachte Combos mit unglaublichen eigenen Schritten ein, die nachher von David Tenorio als Lego-Combo bezeichnet wurden.

## Stile
Beim Free Step gibt es mehrere Stile, zum Beispiel:
BasicEr besteht aus dem Tanzen mit dem Base und Bewegungen ohne Brüche oder Vermischungen. Der sauberste Tanzstil.
KickWenn viele verschiedene Schritte verwendet werden, die auf Springen und Treten basieren.
SpeedBesteht aus schnellen und kurzen Grundbewegungen; Geschwindigkeit ist zentraler Aspekt. Besonders geeignet für Lieder mit mehr als 130 Schlägen pro Minute, bei denen die Zeit zwischen Bassschlägen sehr kurz ist.
SlideVerwendet Schritte, bei denen normalerweise ein Fuß dazu neigt, fixiert zu bleiben, während der andere auf dem Boden verschoben wird.
JokerBewegungen mit humoristischer Intention, mit Interpretation und Musikalität. Wird verwendet, um das Publikum in Wettbewerben zum Lachen zu bringen und Gegner zu verspotten – unter Berücksichtigung des Sportsgeistes.
RobotVerwendet Arm- und Beinbewegungen im Roboterstil, der hauptsächlich auf dem Poppin-Stil des Street Dance basiert.
Aggressiveauch bekannt als Aggressiver Modus, ist der aufwändigste der Free-Step-Stile und verwendet extrem starke Bewegungen und Stöße. Aufgrund der Notwendigkeit für mehr Geschwindigkeit und Perfektion in den Bewegungen ist er am schwierigsten zu tanzen. Normalerweise beherrschen ihn nur durchschnittliche und erfahrene Tänzer, denn neben der Konzentration setzt es voraus, dass der Tänzer sehr selbstbewusst ist. Das Aussehen ist beeindruckend, aber eventuelle Fehler sind auch gut sichtbar. Es ist wichtig zu betonen, dass Geschwindigkeit nicht mit Aggressivität verwechselt werden kann, es sind ausgeprägte Eigenschaften, die viele verwirren, die versuchen, diesen Stil zu tanzen. Der Aggressive Style entstand Mitte 2010, als die Tänzerin Leê Ferreira (Warley Ferreira) anfing, einen hohen, schnellen und starken Base zu verwenden, was einen sehr aggressiven Stil kennzeichnete.

## Weblink
- História do Free Step (portugiesisch: Geschichte des Free Step), Videodokumentation auf YouTube